# Combinata nordică la Jocurile Olimpice de iarnă din 2022 - Trambulină mare pe echipe / 4x5 km (masculin)
Proba de combinată nordică trambulină mare pe echipe / 4 x 5 km de la Jocurile Olimpice de iarnă din 2022 de la Beijing, China a avut loc la 17 februarie 2022 la Centrul de schi nordic și biatlon din Guyangshu.

## Program
Orele sunt orele Chinei (ora României + 6 ore).
| Data         | Ora   | Runda           |
| ------------ | ----- | --------------- |
| 17 februarie | 16:00 | Trambulina mare |
| 17 februarie | 19:00 | 10 km           |

## Rezultate

### Rezultate sărituri cu schiurile
Rezultate oficiale.
| Loc | Nr. de concurs         | Țară                                                                                    | Distanță (m)            | Puncte                        | Diferență timp |
| --- | ---------------------- | --------------------------------------------------------------------------------------- | ----------------------- | ----------------------------- | -------------- |
| 1   | 8 8–1 8–2 8–3 8–4      | Austria · Martin Fritz · Johannes Lamparter · Lukas Greiderer · Franz-Josef Rehrl       | 121,0 140,0 130,0 141,0 | 475,4 101,2 125,5 121,2 127,5 | –              |
| 2   | 9 9–1 9–2 9–3 9–4      | Norvegia · Jørgen Graabak · Jens Lurås Oftebro · Espen Bjørnstad · Espen Andersen       | 125,5 131,0 133,5 133,5 | 469,4 112,7 114,6 122,4 119,7 | +0:08          |
| 3   | 10 10–1 10–2 10–3 10–4 | Germania · Manuel Faißt · Eric Frenzel · Vinzenz Geiger · Julian Schmid                 | 128,5 132,0 133,0 131,5 | 467,0 117,1 108,8 115,6 125,5 | +0:11          |
| 4   | 7 7–1 7–2 7–3 7–4      | Japonia · Akito Watabe · Yoshito Watabe · Hideaki Nagai · Ryota Yamamoto                | 125,0 133,5 128,5 135,0 | 466,6 109,1 124,5 111,6 121,4 | +0:12          |
| 5   | 4 4–1 4–2 4–3 4–4      | Franța · Mattéo Baud · Gaël Blondeau · Antoine Gérard · Laurent Mühlethaler             | 130,0 111,0 125,5 127,0 | 410,0 114,9 81,4 103,2 110,5  | +1:27          |
| 6   | 2 2–1 2–2 2–3 2–4      | Cehia · Ondřej Pažout · Jan Vytrval · Lukáš Daněk · Tomáš Portyk                        | 127,5 120,5 122,0 123,5 | 403,7 105,7 101,2 97,1 99,7   | +1:36          |
| 7   | 5 5–1 5–2 5–3 5–4      | Statele Unite ale Americii · Jasper Good · Taylor Fletcher · Jared Shumate · Ben Loomis | 114,5 113,0 128,0 129,0 | 387,1 80,9 85,0 108,1 113,1   | +1:58          |
| 8   | 6 6–1 6–2 6–3 6–4      | Finlanda · Ilkka Herola · Arttu Mäkiaho · Perttu Reponen · Eero Hirvonen                | 118,0 116,5 123,0 123,5 | 385,1 94,7 87,6 98,7 104,1    | +2:00          |
| 9   | 3 3–1 3–2 3–3 3–4      | Italia · Samuel Costa · Alessandro Pittin · Iacopo Bortolas · Raffaele Buzzi            | 110,5 104,5 116,0 124,0 | 320,1 72,2 64,3 86,4 97,2     | +3:27          |
| 10  | 1 1–1 1–2 1–3 1–4      | China · Zhao Zihe · Zhao Jiawen · Guo Yuhao · Fan Haibin                                | 98,0 93,5 81,5 106,5    | 184,7 54,6 47,8 16,0 66,3     | +6:28          |

### Rezultate 4x5 km
Rezultate oficiale.
| Loc | Nr. de concurs         | Țară                                                                                    | Timp start | Schi fond                               | Schi fond | Timp sosire | Diferență |
| Loc | Nr. de concurs         | Țară                                                                                    | Timp start | Timp                                    | Loc       | Timp sosire | Diferență |
| --- | ---------------------- | --------------------------------------------------------------------------------------- | ---------- | --------------------------------------- | --------- | ----------- | --------- |
| 1   | 2 2–1 2–2 2–3 2–4      | Norvegia · Espen Bjørnstad · Espen Andersen · Jens Lurås Oftebro · Jørgen Graabak       | 0:08       | 50:37,1 12:52,3 12:34,2 12:19,5 12:51,1 | 1         | 50:45,1     |           |
| 2   | 3 3–1 3–2 3–3 3–4      | Germania · Manuel Faißt · Julian Schmid · Eric Frenzel · Vinzenz Geiger                 | 0:11       | 51:29,0 12:44,7 12:41,7 12:53,5 13:09,1 | 5         | 51:40:0     | +54,9     |
| 3   | 4 4–1 4–2 4–3 4–4      | Japonia · Yoshito Watabe · Hideaki Nagai · Akito Watabe · Ryota Yamamoto                | 0:12       | 51:28,3 12:44,0 12:41,8 12:26,6 13:35,9 | 4         | 51:40,3     | +55,2     |
| 4   | 1 1–1 1–2 1–3 1–4      | Austria · Franz-Josef Rehrl · Johannes Lamparter · Lukas Greiderer · Martin Fritz       | 0:00       | 51:44,7 12:56,6 12:36,6 12:31,6 13:39,9 | 8         | 51:44.7     | +59,6     |
| 5   | 5 5–1 5–2 5–3 5–4      | Franța · Gaël Blondeau · Mattéo Baud · Antoine Gérard · Laurent Mühlethaler             | 1:27       | 51:33,1 12:46,5 12:53,2 12:40,3 13:13,1 | 6         | 53:00,1     | +2:15,0   |
| 6   | 7 7–1 7–2 7–3 7–4      | Statele Unite ale Americii · Taylor Fletcher · Ben Loomis · Jasper Good · Jared Shumate | 1:58       | 51:09,1 12:16,3 12:52,3 13:07,4 12:53,1 | 2         | 53:07,1     | +2:22,0   |
| 7   | 6 6–1 6–2 6–3 6–4      | Cehia · Tomáš Portyk · Jan Vytrval · Ondřej Pažout · Lukáš Daněk                        | 1:36       | 51:34,6 12:59,9 12:39,1 13:04,2 12:51,4 | 7         | 53:10,6     | +2:25,5   |
| 8   | 8 8–1 8–2 8–3 8–4      | Finlanda · Ilkka Herola · Arttu Mäkiaho · Eero Hirvonen · Perttu Reponen                | 2:00       | 51:24,1 12:35,5 12:51,3 12:41,2 13:16,1 | 3         | 53:24,1     | +2:39,0   |
| 9   | 9 9–1 9–2 9–3 9–4      | Italia · Iacopo Bortolas · Samuel Costa · Raffaele Buzzi · Alessandro Pittin            | 3:27       | 53:40,0 14:00,6 13:07,4 13:13,1 13:18,9 | 9         | 57:07,0     | +6:21,9   |
| 10  | 10 10–1 10–2 10–3 10–4 | China · Zhao Jiawen · Guo Yuhao · Zhao Zihe · Fan Haibin                                | 6:28       | 58:07,1 13:53,2 13:42,7 14:23,0 16:08,2 | 10        | 1:04:35,1   | +13:50,0  |